# Leyden (queijo)
O queijo Leyden denominado em neerlandês: komijnekaas, é um queijo picante tradicional da cozinha holandesa feito com leite de vaca, alcaravia e sementes de cominho. O queijo se produz principalmente em Leyden. É muito similar ao queijo Gouda.
Os queijos deste tipo com denominação de origem protegida são os Boeren-Leidse met sleutels.